# Pyropia yezoensis
Pyropia yezoensis ist eine marine Rotalgen-Art aus der Familie der Bangiaceae. Sie ist in China, Korea und Japan als Nahrungsmittel wirtschaftlich bedeutend.

## Synonyme
Das Basionym ist Porphyra yezoensis Ueda (1932); ein weiteres homotypisches Synonym ist Neopyropia yezoensis (Ueda) L.-E.Yang & J.Brodie (2020).

## Beschreibung
Die eiförmigen bis länglich-eiförmigen Wedel sind 10–20 mal 3–13 Zentimeter groß und 25 bis 53 Mikrometer dick. Ihre Farbe wird als hellpurpur, purpurrot, bläulich dunkelrot, dunkelpurpur oder im oberen Bereich rötlich braun und im unteren Bereich bläulich grün angegeben. Der Thallus ist 32–53 Mikrometer dick und ganzrandig. Pyropia yezoensis ist monözisch und wächst epizoisch.

## Verbreitung
Die Verbreitung von Pyropia yezoensis erstreckt sich von Helgoland, Großbritannien, Frankreich und Italien (Lagune von Venedig) über China, Taiwan, Korea, Japan und Ostrussland bis nach Alaska, Washington, Oregon, den tropischen bis subtropischen Westatlantik, Texas, New York, Connecticut, Massachusetts, New Hampshire und Maine.

## Kultivierung
In Japan, Korea und China werden Rotalgen der Ordnung Bangiales, darunter Pyropia yezoensis, in Aquakulturen gezüchtet. Vor der Verbreitung der künstlichen Conchosporen-Aussaat war Pyropia tenera in Japan die wichtigste Art dafür. Begünstigt durch die künstliche Aussaat entwickelte sich die selektive Zucht schnell weiter und die schnellwüchsigen Kultursorten Pyropia tenera var. tamatsuensis und Pyropia yezoensis f. narawaensis wurden in Japan großflächig angebaut. Inzwischen macht dieser Kultivar von Pyropia yezoensis den Großteil der in Japan kultivierten Rotalgen aus. Aus Japan wurde Pyropia yezoensis f. narawaensis nach Massachusetts, Connecticut und Rhode Island eingeführt.
Der erstmals in den 1940er Jahren auf Pyropia tenera festgestellte Eipilz Pythium porphyrae kann auch Pyropia yezoensis betreffen, verursacht eine Erkrankung der Algen und kann damit erheblichen wirtschaftlichen Schaden in Aquakulturen anrichten.

## Nutzung
Zusammen mit weiteren Rotalgen-Arten wird Pyropia yezoensis in der japanischen Küche als nori (beispielsweise zur Umhüllung von Sushi) und in der koreanischen Küche als gim (für Gimbap oder weiterverarbeitet als Beilage) genutzt.
Aus Pyropia yezoensis kann Agar gewonnen werden, auch aus den aufgrund des Schwundes an Stickstoffquellen im Meereswasser verfärbten Algen mit gelblich-brauner anstatt dunkelroter Farbe, die bei der Produktion für den Verzehr ansonsten als Abfall anfallen, weil verfärbte nori-Blätter unter dem Produktionspreis gehandelt werden.

## Inhaltsstoffe
Getrocknete Pyropia yezoensis enthält 31 bis 44 Prozent Protein (eine gute Quelle biologisch aktiver Peptide mit entzündungshemmender Wirkung), 7,8 Prozent Asche, 30 bis 59 Prozent Ballaststoffe, 44,4 Prozent Kohlenhydrate und 2,1 Prozent Lipide sowie (in absteigender Menge) Kalium, Taurin, Magnesium, Natrium und Calcium. Die hohen Gehalte an Vitamin B12 werden auf symbiontische Bakterien zurückgeführt.